# Alex Paton
Pour les articles homonymes, voir Paton.
Alex Paton (né le 10 mai 1990) est un coureur cycliste britannique, spécialiste du cyclo-cross.

## Palmarès en cyclo-cross
- 2005-2006
  -  Champion de Grande-Bretagne de cyclo-cross débutants
- 2006-2007
  -  Champion de Grande-Bretagne de cyclo-cross juniors
- 2007-2008
  -  Champion de Grande-Bretagne de cyclo-cross juniors
- 2014-2015
  - National Trophy Series #3, Durham

## Palmarès sur route
- 2014
  -  Champion d'Angleterre du Sud sur route
  - Hillingdon Grand Prix
- 2015
  - Guildford Town Centre Criterium
- 2018
  - Perfs Pedal Race
- 2019
  - 3e de la Perfs Pedal Race